# 고추냉이족
고추냉이족(----族, 학명: Eutremeae 에우트레메아이[*])은 배추과의 족이다.

## 하위 분류
- 고추냉이속(Eutrema R.Br.)
- Pegaeophyton Hayek & Hand.-Mazz.